# Marnix Norder
Marnix Norder (Zaandam, 3 mei 1965) is een Nederlands politicus. Hij was tot en met 2014 namens de Partij van de Arbeid wethouder in de gemeente Den Haag. Eerder was hij lid van het college van Gedeputeerde Staten van Zuid-Holland.
Norder studeerde in Groningen scheikunde en filosofie. Na zijn studie werd hij beleidsmedewerker van het ministerie van VROM. In oktober 1999 werd hij lid van het college van Gedeputeerde Staten van Zuid-Holland met als portefeuille Mobiliteit, Bestuurlijke Zaken, Interprovinciaal Overleg (IPO), Regio en Streekplan West. Tevens was hij plaatsvervanger van de commissaris van de Koningin.
Van 2004 tot 2014 was Norder wethouder in Den Haag voor Stadsontwikkeling, Volkshuisvesting en Integratie. Als nevenfunctie was Norder voorzitter van de Stichting Hoogbouw en propageerde ook als wethouder de compacte stad en de toepassing van hoogbouw.
In 2009 versloeg Jeltje van Nieuwenhoven Norder in een verkiezing voor het lijsttrekkerschap van de PvdA bij de gemeenteraadsverkiezingen 2010.
In 2010 raakte Norder in opspraak over zijn voorgenomen reis als wethouder naar Dubai.

## Ambassadeur Expertteam Eigenbouw
Na het beëindigen van zijn wethouderschap in Den Haag in 2014 werd Marnix Norder – in opdracht van het Ministerie van Binnenlandse Zaken en de Vereniging van Nederlandse Gemeenten – ambassadeur van het Expertteam Eigenbouw. Volgens een bericht van de Rijksoverheid was hij in de gemeente Den Haag "actief met het uitdragen van eigenbouw". Met zijn nieuwe activiteiten neemt Marnix Norder deel aan de Nederlandse participatiebeweging, die zich vanaf 1961 ontwikkelde (zie N. John Habraken en Particulier opdrachtgeverschap).

## Voorzitter Aedes
Het bestuur van Aedes, de branchevereniging voor Nederlandse woningcorporaties, droeg Marnix Norder in november 2016 voor als nieuwe voorzitter. Tijdens het najaarscongres op 24 november 2016 konden leden van Aedes zich uitspreken over de kandidaat-voorzitter. Norder werd op 1 januari 2017 de opvolger van Marc Calon, die voorzitter werd van LTO Nederland. Per 1 januari 2020 stopte Norder als voorzitter van Aedes.